# Mirko Paráček
Mirko Paráček (ur. 13 sierpnia 1920 w Ołomuńcu, zm. 17 lipca 1991 w Pradze) – czechosłowacki lekkoatleta sprinter i trener, medalista mistrzostw Europy w 1946, także pisarz.
Zdobył brązowy medal w sztafecie 4 × 100 metrów na mistrzostwach Europy w 1946 w Oslo. Sztafeta Czechosłowacji biegła w składzie: Paráček, Leopold Láznička, Miroslav Řihošek i Jiří David. Paráček startował na tych mistrzostwach również w biegu na 100 metrów i biegu na 200 metrów, ale w obu tych konkurencjach odpadł w półfinałach.
Zdobył wiele medali w mistrzostwach Czechosłowacji (w tym Czech i Moraw w latach 1939–1944):
- bieg na 100 metrów  – złoto w 1942, 1943; srebro w 1939, 1940, 1941, 1945, 1947; brąz w 1944, 1946
- bieg na 200 metrów  – złoto w 1940, 1941, 1942, 1943; srebro w 1939, 1944, 1946; brąz w 1945
- sztafeta 4 × 100 metrów – złoto w 1939, 1940, 1943, 1944, 1945; srebro w 1949; brąz w 1948
- sztafeta 4 × 400 metrów – srebro w 1943; brąz w 1941
- trójbój sprinterski – złoto w 1943

Trzykrotnie poprawiał rekord Czechosłowacji w sztafecie 4 × 100 metrów do czasu 41,8 s, osiągniętego 15 sierpnia 1947 w Pradze. Poprawiał również rekordy Czechosłowacji w sztafecie 4 × 200 metrów (do czasu 1:28,9 w 1947) i w trójboju sprinterskim (do wyniku 2645 punktów w 1942).
Później pracował jako trener. W 1966 przez dwa miesiące prowadził drużynę piłkarską Slavii Praga.
Był pracownikiem czechosłowackiego radia w Brnie, jako lektor w redakcji literackiej.
Opublikował kilka książek (głównie zbiorów wierszy, a także opowieści związanych ze sportem).

## Twórczość
- Kouzelné zrcadlo, 1941 (zbiór wierszy)
- Hoch v tretrách: sportovní příběh s obrázky Karla Pekárka, Třebechovice pod Orebem 1946
- Na škvárové dráze, Praha STN 1958
- Starý trenér vzpomíná, Praha 1960
- Maratón v Římě: pro čtenáře od 12 let, Praha 1962
- O upovídaném brankáři: pro malé čtenáře, Praha 1965
- Slavia: magazín: vyd. k 75. výročí založení: 1893–1968, Praha 1967
- Švédský kaleidoskop: fakta, události, příběhy ze života, Praha 1972
- Haló, tady Svensson!: švédské anekdoty, Praha 1988[2]